# اوخشاما
اوخشاما یکی از فرم‌های شعر فولکلوریک آذربایجان یا همان ادبیات شفاهی مردم آذربایجان است. از سبک‌های اوخشاما می‌توان به لالایی‌های کودکان، نازناز کردن کودکان، توصیف غم از دست رفته اشاره کرد؛ اوخشاما از نظر معنی یعنی توصیف یا وصف نمودن.
در حقیقت اوْخشاما به زبان آوردن خصوصیات خوب اخلاقی و رفتاری شخص درگذشته بر سر مزارش است [البته در مجلس عزاداری نیز بیان می شود] که با سبک و شیوه خاصی گفته می‌شود. 
اوْخشاما آن‌قدر جانسوز است که هرکس معنی آن را هم نفهمد به خاطر لحن خواندن اوخشاما تحت تأثیر قرار می‌گیرد. 
اوْخشاما فقط در قالب بایاتی که یک قالب خاص در شعر ترکی است گفته می‌شود. بایاتی قدیمی‌ترین قالب شعر ترکی است. در حال حاضر بایاتیهای زیادی وجود دارد که شاعر هیچ‌کدام از آن‌ها مشخص نیست. بایاتی چهار مصرع دارد. هر مصرع هفت هجایی به دو قسمت 3 و 4 هجایی تقسیم می‌شود که در هر قسمت باید یک کلمه یا جمله کامل بیاید.
اوْخشاماها را شاید بتوان همان آغێ‌های ترکی باستان دانست همان ها که در مرگ بزرگان و امیران و شاهزادگان ترک سروده می شد و نمونه‌هایی از آن در مرگ الب ارتنکا معادل افراسیابشاهنامه سروده شده است. بندهایی از این مرثیه در دیوان لغات الترک  نقل شده است:
آلـپ ارتــونقـا اؤلــدو مــی
ایس‌سیز آجی کالدی می
اؤزلک اؤجـون آلــدی می
ایمــدی یـۆرک ییـرتیـلیــر
(آیا آلپ ارتونقا کشته شد؟
آیا فقط تلخی و ناکامی باقی ماند؟
آیا توانست انتقامش را بگیرد؟
حالا دیگر پاره پاره می‌شود)
حالا شعر فوق را با نمونه زیر که الان رواج دارد مقایسه کنید:
آغــلایان باشــدان آغــلار
کیپریکدن، قاشدان آغـلار
قارداشــی اؤلـه‌ن باجـی
دورار اوْبـاشــدان آغـــلار
(گریه کننده یکسره می‌گرید
او با مژه‌ها و ابروانش می‌گرید
خواهری که برادرش مرده است
وقت سحر برمی‌خیزد و گریه می‌کند)
اوْخشاماها نیز در محتوای خود دارای مضامین مختلفی می باشند از وصف سمبولیک گرفته تا اسم بردن واضح و بیان خوبی شخص مورد نظر که هر چه به وصف فردی نزدیک می شویم اصطلاح اوْخشاتما مناسب‌تر است.
اوْخشاماها در مجالس زنانه توسط زنی که آغلاشما را هدایت می کند بیان می‌شود و در مجالسی که نوحه‌خوان هست توسط وی بیان می‌شود. در بیان و اجرای اوْخشاما ایفای همراه با سوز و گداز اوْخشاما که جز ذات آن است اهمیت فراوانی دارد و به همین خاطر هر کسی نمی تواند آنرا درست ادا کند. و درست به همین دلیل است که در بین مداحان بزرگ فقط چند نفری قادر به خواندن اوْخشاما می باشند.
در خواندن اوْخشاما به دلیل اینکه اکثر مردم با شعر و محتوای آن آشنا هستند همخوانی نیز صورت می گیرد و به عبارتی نوعی "آغلاشما" هم هست.